# Byun Hee-bong
Byun Hee-bong (Jangseong-gun, 8 de junho de 1942 – 18 de setembro de 2023) foi um ator sul-coreano, reconhecido por sua extensa carreira no cinema e a televisão que iniciou no começo da década de 1970. Por seu desempenho como ator, recebeu galardões e nomeações em eventos como os Baeksang Arts Awards, o Grand Bell Awards e o Festival de Cinema Asiático e do Pacífico, entre outros. Apareceu em várias produções cinematográficas de Bong Joon-ho, tendo destque Barking Dogs Never Bite, Salinui chueok e The Host.
Ao longo da década de 1970, ele se tornou conhecido na TV como um ator que interpretava homens excêntricos que não se encaixavam na sociedade coreana. Fez a transição para a tela grande na década de 1980 e, no início de sua carreira no cinema, estrelou o clássico filme de Lee Doo-yong Eunuch (1986) e A Surrogate Father (1993).

## Carreira
No ano 2000, Byun registou um destacado papel secundário na estreia do diretor Bong Joon-ho, Barking Dogs Never Bite, interpretando um estranho homem da manutenção de apartamentos fanático por carne de cão. Bong ofereceu-lhe um novo papel no curta-metragem Sink & Rise (2004) e em suas obras Memories of Murder (2003) e The Host (2006). Esta última obra converteu-se no filme coreano mais bilheteria de todos os tempos e valeu a Byun muitos elogios por sua atuação como o patriarca de forte vontade de uma família "perdedora", incluindo os prêmios ao melhor ator secundário no Festival de Cinema de Ásia e o Pacífico e nos Blue Dragon Filme Awards.
Outros de notáveis participações incluem produções como Volcano High (2001), o filme dramático My Teacher, Mr. Kim (2003), a comédia de terror To Catch a Virgin Ghost (2004), o suspense The Devil's Game (2008), o filme de espionagem The Spies (2012) e o filme distribuído pela Netflix, Okja (2017).
Byun morreu em 18 de setembro de 2023, aos 81 anos, devido a um câncer de pâncreas.

## Filmografia

### Cinema
| Ano  | Título                                  | Papel                     |
| ---- | --------------------------------------- | ------------------------- |
| 1980 | Dull Servant Pal Bul-chul               |                           |
| 1983 | Hotel at 00:00                          |                           |
| 1985 | A Man With Cor                          |                           |
| 1986 | Eunuch                                  |                           |
| 1986 | Não Woman Is Afraid of the Night        |                           |
| 1988 | We Are Going to Geneva Now              |                           |
| 1988 | Karma                                   |                           |
| 1988 | The World of Women                      |                           |
| 1993 | A Surrogate Father                      |                           |
| 2000 | Barking Dogs Never Bite                 | Encarregado da manutenção |
| 2001 | Volcano High                            | Jang Hak-sa               |
| 2003 | Scent of Love                           |                           |
| 2003 | My Teacher, Mr. Kim                     | Choi                      |
| 2003 | Memories of Murder                      | Koo Hee-bong              |
| 2003 | Spring Breeze                           | Noh                       |
| 2004 | Au Revoir, UFO                          | Agente de bens raízes     |
| 2004 | To Catch a Virgin Ghost                 |                           |
| 2004 | Lovely Rivals                           | Byun In-chul              |
| 2004 | Sink & Rise                             |                           |
| 2005 | Another Public Enemy                    | Byun Hee-bong             |
| 2005 | Crying Fist                             | Treinador de Sang-hwan    |
| 2005 | Detective Mr. Gong                      | Pai de Gong Pil-doo       |
| 2006 | The Host                                | Park Hee-bong             |
| 2006 | Mission Sex Controle                    | Sr. Kang                  |
| 2007 | Small Town Rivals                       | Baek                      |
| 2008 | The Devil's Game                        | Kang Não-shik             |
| 2009 | Lifting King Kong                       | Superintendente           |
| 2009 | Searching for the Elephant              | Oficial do zoológico      |
| 2010 | Haunters                                | Jung-shik                 |
| 2011 | In Love and War                         | Líder do povo             |
| 2012 | I Am the King                           | Shin Ik-yeok              |
| 2012 | The Spies                               | Yoon                      |
| 2013 | Mr. Go                                  | Avô de Weiwei             |
| 2015 | Pinocchio                               | Choi Gong Pil             |
| 2017 | Okja                                    | Hee-bong                  |
| 2019 | By Quantum Physics: A Nightlife Venture | Baek Young-Kam            |

### Televisão
| Ano  | Título                                      | Papel               | Corrente |
| ---- | ------------------------------------------- | ------------------- | -------- |
| 1971 | Chief Inspector                             |                     | MBC      |
| 1973 | 113 Investigation Division                  |                     | MBC      |
| 1979 | Anguk-dong Madam                            |                     | MBC      |
| 1981 | New Madam                                   |                     | MBC      |
| 1981 | The 1st Republic                            |                     | MBC      |
| 1982 | Market People                               |                     | MBC      |
| 1983 | Sunflower in Winter                         |                     | MBC      |
| 1983 | 500 Years of Joseon                         | Nam Eun             | MBC      |
| 1985 | The Season of Men                           | Kim Joong-têm       | MBC      |
| 1986 | 500 Years of Joseon: Namhan Mountain Castle | Choe Myeong-gil     | MBC      |
| 1987 | Three Women                                 |                     | MBC      |
| 1988 | Our Town                                    | Nam Dae-chun        | MBC      |
| 1989 | The 2nd Republic                            |                     | MBC      |
| 1989 | The Fifth Row                               | Jo Geum-san         | MBC      |
| 1991 | Eyes of Dawn                                | Park Choon-geum     | MBC      |
| 1991 | Three Day Promise                           |                     | KBS2     |
| 1991 | We're Middle Class                          | Park                | KBS2     |
| 1993 | The 3rd Republic                            | Hyun Seok-ho        | MBC      |
| 1993 | MBC Best Theater                            | Pai de Byung-gu     | MBC      |
| 1995 | Asphalt Man                                 |                     | SBS      |
| 1995 | Glorious Dawn                               | Heungseon Daewongun | KBS1     |
| 1996 | Tears of the Dragon                         |                     | KBS1     |
| 1997 | Desire                                      | Yoon-seok           | KBS2     |
| 1998 | Love and Success                            |                     | MBC      |
| 1998 | The King's Path                             |                     | MBC      |
| 1998 | Legend of Ambition                          |                     | KBS2     |
| 1999 | Hur Jun                                     | Sung In-chul        | MBC      |
| 2000 | Mokminsimseo                                |                     | KBS2     |
| 2000 | Secret                                      | Chan-shik           | MBC      |
| 2000 | Foolish Princes                             | Yeo Jae-man         | MBC      |
| 2002 | The Dawn of the Empire                      | Kim Geun-ryul       | KBS1     |
| 2002 | Lovers                                      | Gong Hee-bong       | MBC      |
| 2003 | Something About 1%                          | Lee Kyu-chul        | MBC      |
| 2003 | Drama City                                  |                     | KBS2     |
| 2003 | Damo                                        |                     | MBC      |
| 2004 | New Human Market                            | Oh Jong-doo         | SBS      |
| 2004 | Choice                                      |                     | SBS      |
| 2004 | A Second Proposal                           |                     | KBS2     |
| 2005 | Green Rose                                  | Jung                | SBS      |
| 2005 | My Girl                                     | Seol Woong          | SBS      |
| 2005 | Drama City                                  | Sabu                | KBS2     |
| 2006 | Great Inheritance                           | Jung Il-do          | KBS2     |
| 2006 | Wolf                                        | Yoon Gab-soo        | MBC      |
| 2007 | Behind the White Tower                      | Oh Kyung-hwan       | MBC      |
| 2007 | Witch Yoo Hee                               | Ma Yoon-hoon        | SBS      |
| 2009 | My Too Perfect Sons                         | Song Shi-yeol       | KBS2     |
| 2010 | Master of Study                             | Cha Ki-bong         | KBS2     |
| 2010 | My Girlfriend Is a Nine-Tailed Fox          | Cha Poong           | SBS      |
| 2010 | The President                               | Go Sang-ryul        | KBS2     |
| 2011 | Glory Jane                                  | Hwang               | KBS2     |
| 2012 | Ohlala Couple                               | Wolha               | KBS2     |
| 2013 | Princess Aurora                             | Oh Dae-san          | MBC      |
| 2013 | Goddess of Fire                             | Moon Sa-seung       | MBC      |
| 2014 | Flower Grandpa Investigation Unit           | Têm Won-bin         | tvN      |
| 2014 | Drama Festival                              | Pan-shik            | MBC      |
| 2014 | Pinocchio                                   | Choi Gong-pil       | SBS      |
| 2015 | Save the Family                             | Jung Soo-bong       | KBS1     |
| 2016 | Madame Antoine: The Love Therapist          | Presidente Kim      | JTBC     |
| 2016 | Blow Breeze                                 | Kim Deok-cheon      | MBC      |
| 2019 | My Lawyer, Mr. Jo 2: Crime and Punishment   | Kook Hyun-il        | SBS      |